# Melinaea ernestoi
Melinaea ernestoi är en fjärilsart som beskrevs av Brown 1977. Melinaea ernestoi ingår i släktet Melinaea och familjen praktfjärilar. Inga underarter finns listade i Catalogue of Life.